# Mount Vernon (Illinois)
Mount Vernon è un comune degli Stati Uniti d'America, situato nell'Illinois, nella contea di Jefferson della quale è il capoluogo.